# میرزاعلی
میرزاعلی (ممسنی)، روستایی از توابع بخش رستم شهرستان ممسنی در استان فارس ایران است مردم این روستا از ساختار ایلی قوم لر ایل بویراحمدی از طایفه اولادمیرزاعلی هستند.

## جمعیت
این روستا در دهستان پشتکوه رستم قرار دارد و براساس سرشماری مرکز آمار ایران در سال ۱۳۸۵، جمعیت آن ۵۲ نفر (۸خانوار) بوده‌است.